# Wolfella sinensis
Wolfella sinensis är en insektsart som beskrevs av Zhang och Shen 1994. Wolfella sinensis ingår i släktet Wolfella och familjen dvärgstritar. Inga underarter finns listade i Catalogue of Life.